# X less force ~JAM Project Best Collection XI~
X less force ~JAM Project Best Collection XI~ é a 11ª coletânea "Best Collection" do JAM Project. Como de praxe, contém músicas que o grupo fez para animes, tokusatsu e jogos eletrônicos. Foi lançada em 17 de junho de 2015 pela Lantis e possui 15 faixas.

## Produção
Assim como em algumas coletâneas prévias, foi tomada a decisão de incluir músicas originais. Neste caso, foram três: "Unlimited Force", "Shakunetsu no Houkou ~Legend of GAMERA~", e "Ninmu Suikou!".

## Recepção
O álbum chegou à 18ª posição na Billboard Japan (e à 28ª no Hot 100) e ficou quatro semanas no Oricon Albums Chart, chegando à 21ª posição.
Sobre o álbum, o CD Journal disse que "há uma melodia dramática que muda de tom várias vezes, e uma batida de rock que acelera para sempre. O que traz vida a eles é a união e o trabalho dos refrãos de seus talentosos vocalistas."

## Faixas
| N.º            | Título                                    | Letras                | Música                                          | Usada em                          | Duração |  |
| 1.             | "Unlimited Force"                         | Hironobu Kageyama     | H. Kageyama, Shiho Terada e Yoshichika Kuriyama |                                   | 3:58    |  |
| 2.             | "Rebellion ~Hangyaku no Senshitachi~"     | H. Kageyama           | H. Kageyama, S. Terada e Y. Kuriyama            | Super Robot Wars ZIII: Jigoku-hen | 4:41    |  |
| 3.             | "Maverick ~Kakusei Sareshi Kemono~"       | H. Kageyama           | H. Kageyama e Kenichi Sudo                      | Nobunaga the Fool                 | 5:00    |  |
| 4.             | "Raiga ~Tusk of thunder~"                 | H. Kageyama           | H. Kageyama e K. Sudo                           | Garo: Makai no Hana               | 4:14    |  |
| 5.             | "Generation!"                             | H. Kageyama           | Hiroshi Kitadani e Masaki Suzuki                | Cardfight!! Vanguard G            | 3:51    |  |
| 6.             | "Shakunetsu no Houkou ~Legend of GAMERA~" | H. Kitadani           | H. Kitadani e K. Sudo                           |                                   | 4:54    |  |
| 7.             | "WANDERERS"                               | Masami Okui           | H. Kitadani e M. Suzuki                         | Garo: Honoo no Kokuin             | 5:27    |  |
| 8.             | "Breakthrough"                            | H. Kageyama           | H. Kageyama e K. Sudo                           | Nobunaga the Fool                 | 4:08    |  |
| 9.             | "BUDDY IN SOUL"                           | M. Okui               | Ricardo Cruz, H. Kitadani e K. Sudo             | Umizaru                           | 4:25    |  |
| 10.            | "ZERO -BLACK BLOOD-"                      | M. Okui               | H. Kitadani e M. Suzuki                         | Garo: Makai no Hana               | 4:19    |  |
| 11.            | "PRAY FOR YOU"                            | M. Okui               | M. Okui e S. Terada                             | Super Robot Wars ZIII: Jigoku-hen | 5:07    |  |
| 12.            | "Rescue mission"                          | M. Okui e H. Kitadani | H. Kitadani e M. Suzuki                         | Umizaru                           | 4:13    |  |
| 13.            | "Honou no Kokuin -DIVINE FLAME-"          | M. Okui               | H. Kitadani e K. Sudo                           | Garo: Honoo no Kokuin             | 4:22    |  |
| 14.            | "Ninmu Suikou!"                           | H. Kitadani           | H. Kitadani e K. Sudo                           |                                   | 4:12    |  |
| 15.            | "my memory, your memory"                  | M. Okui               | M. Okui, S. Terada e Y. Kuriyama                | Garo: Yami o Terasu Mono          | 5:33    |  |
| Duração total: | Duração total:                            | Duração total:        | Duração total:                                  | Duração total:                    | 68:25   |  |

## Integrantes
- Hironobu Kageyama
- Masaaki Endoh
- Hiroshi Kitadani
- Yoshiki Fukuyama
- Masami Okui
- Ricardo Cruz